# На тъмен кръстопът
„На тъмен кръстопът“ е български игрален филм (мелодрама) от 1929 година, сценарий и режисура Васил Бакърджиев. Оператор е Франц Вут. По едноименния разказ на Димитър Христодоров.

## Сюжет
Горан и Косан си съперничат за любовта на красивата селска девойка Дина. По-добротелният от тях спечелва сърцето и́.

## Състав

### Актьорски състав
| Роля  | Изпълнител       |
| ----- | ---------------- |
| Лина  | Люба Докова      |
| Горан | Васил Бакърджиев |
| Косан | Ценко Ненков     |

### Екип
| Режисьор             | Васил Бакърджиев |
| Сценарист            | Васил Бакърджиев |
| Оператор             | Франц Вут        |
| Музикална илюстрация | Георги Антонов   |